# اوس دو بالاگور
اوس دو بالاگور (به اسپانیایی: Os de Balaguer) یک منطقهٔ مسکونی در اسپانیا است که در نوگورا واقع شده‌است. اوس دو بالاگور ۱۳۶٫۰ کیلومتر مربع مساحت دارد ۴۶۳ متر بالاتر از سطح دریا واقع شده‌است.

## خواهرخوانده
شهر آرتا (اسپانیا) خواهرخواندهٔ اوس دو بالاگور هست.